# Albert Steinrück
Albert Steinrück (20 de mayo de 1872 – 10 de febrero de 1929) fue un actor teatral y cinematográfico alemán, activo en la época del cine mudo. 

## Biografía
Nacido en Bad Arolsen, Alemania, en sus inicios Steinrück fue pintor. Posteriormente empezó a actuar, aunque no poseía la formación requerida. Desde principios de los años 1890 trabajó en teatros de Mühlhausen, Breslavia y Hannover y, a partir de 1901, en Berlín. En 1906 formó parte de la compañía teatral de Max Reinhardt en el Deutsches Theater de Berlín. Desde 1908 a 1920 trabajó en el Teatro Nacional de Múnich, donde, aparte de actuar, también hizo labores como director, además de ser gerente del teatro. 
A partir de 1919 Steinrück también se dedicó de modo continuo a la actuación cinematográfica, especializándose en la interpretación de papeles de padres crueles. Entre sus primeras películas figura Das Mädchen aus der Ackerstraße (1919), de Reinhold Schünzel, en la que actuaba Rosa Valetti. Su colega Paul Wegener le lanzó al estrellato en 1920 gracias al papel de Rabbi Judah Loew que interpretó en el film El Golem. Otro de sus grandes éxitos fue la cinta de 1922/23 Fridericus Rex, dirigida por Arzén von Cserépy, en la cual interpretaba a Federico Guillermo I de Prusia. Además, trabajó con Asta Nielsen en Das Haus am Meer y Hedda Gabler, y con Henny Porten en Die Geierwally y Das goldene Kalb. Su último papel de importancia llegó en el film de 1929 dirigido por Joe May Asphalt.
Albert Steinrück estuvo casado con Elisabeth, hermana de Olga Schnitzler, la esposa de Arthur Schnitzler, escritor perteneciente a la corriente literaria Joven Viena.
Steinrück continuaba siendo un pintor apasionado. Algunas de sus obras fueron expuestas y ofrecidas a la venta en un evento organizado por Heinrich George en el Konzerthaus Berlin.
Albert Steinrück falleció en Berlín, Alemania, en 1929. Fue enterrado en el Cementerio Zehlendorf de dicha ciudad.

## Selección de su filmografía
| - 1919: Das Mädchen aus der Ackerstraße - 1920: Der Richter von Zalamea - 1920: El Golem - 1920: Die Schuld der Lavinia Morland - 1921: Der Leidensweg der Inge Krafft - 1921: Das Blut - 1921: Fridericus Rex - 1921: Die Nacht ohne Morgen - 1921: Die Geierwally - 1921: Sappho - 1921: Der Todesreigen - 1922: Monna Vanna - 1923: Der Schatz - 1923: Der Kaufmann von Venedig | - 1923: Das Haus am Meer - 1923: Der Wetterwart - 1924: Helena (2 partes) - 1924: Das goldene Kalb - 1925: Das Haus der Lüge - 1926: Überflüssige Menschen - 1926: Die Sporck'schen Jäger - 1927: Am Rande der Welt - 1927: Schinderhannes - 1928: Kinderseelen klagen euch an - 1928: Das letzte Fort - 1928: Der rote Kreis - 1929: Asfalto - 1929: Fräulein Else |